# Universidade Nacional de Artes da Coreia
A Universidade Nacional de Artes da Coreia (K-ARTS/KNUA) é uma universidade nacional situada em Seul, Coreia do Sul. A instituição possui 26 departamentos em seis escolas:
- Escola de Música
- Escola de Drama
- Escola de Cinema, TV & Multimídia
- Escola de Dança
- Escola de Artes Visuais
- Escola de Artes Tradicionais Coreanas